# Cutremurul din Lorca (2011)
Cutremurul din Lorca a fost un cutremur care s-a simtit in tot sud-estul Spaniei.
1. ↑   http://www.europapress.es/sociedad/noticia-terremoto-lorca-vivido-131-replicas-terremotos-pasado-mes-mayo-20110613175902.html Lipsește sau este vid: |title= (ajutor)